# Altmühlüberleiter
| Daten              | Daten                       |
| ------------------ | --------------------------- |
| Name               | Altmühlüberleiter           |
| Gewässerart        | Kanal                       |
| Staat              | Deutschland                 |
| Bundesland         | Bayern                      |
| Regierungsbezirk   | Mittelfranken               |
| Landkreis          | Weißenburg-Gunzenhausen     |
| Verbindung         | Altmühlsee → Brombach       |
| Zuflüsse           | Beibächlein, Waldrandgraben |
| Bauzeit            | 1972–1981                   |
| Länge              | 8,7 km                      |
| ― oberirdisch      | 6,0 km                      |
| ― unterirdisch     | 2,7 km                      |
| Tunneldurchmesser  | 5,85 m                      |
| Höhendifferenz     | ca. 4 m                     |
| Abflussmenge       | max. 70 m³/s                |
| Anfangskoordinaten | 49° 7′ 27″ N, 10° 44′ 54″ O |
| Endkoordinaten     | 49° 7′ 42″ N, 10° 51′ 11″ O |

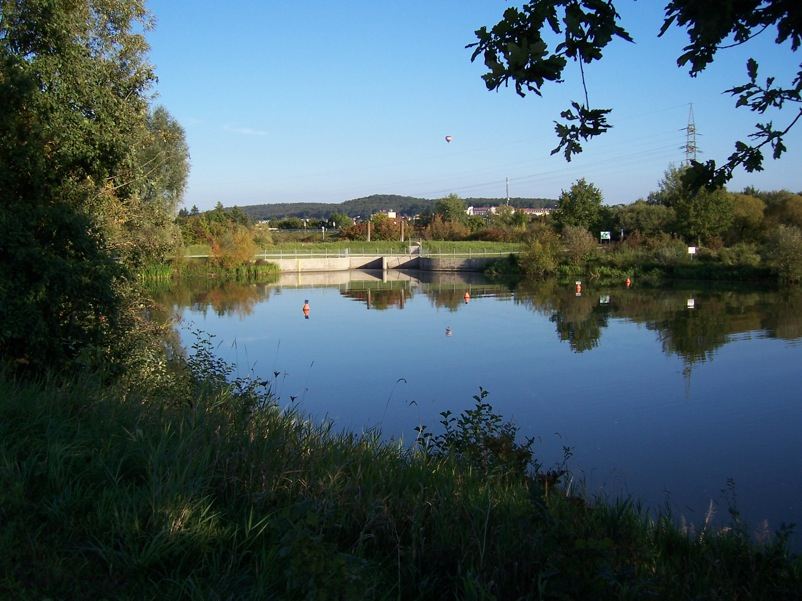
Beginn des Kanals:
Auslassbauwerk des Altmühlsees in den Düker unter der Bundesstraße 13

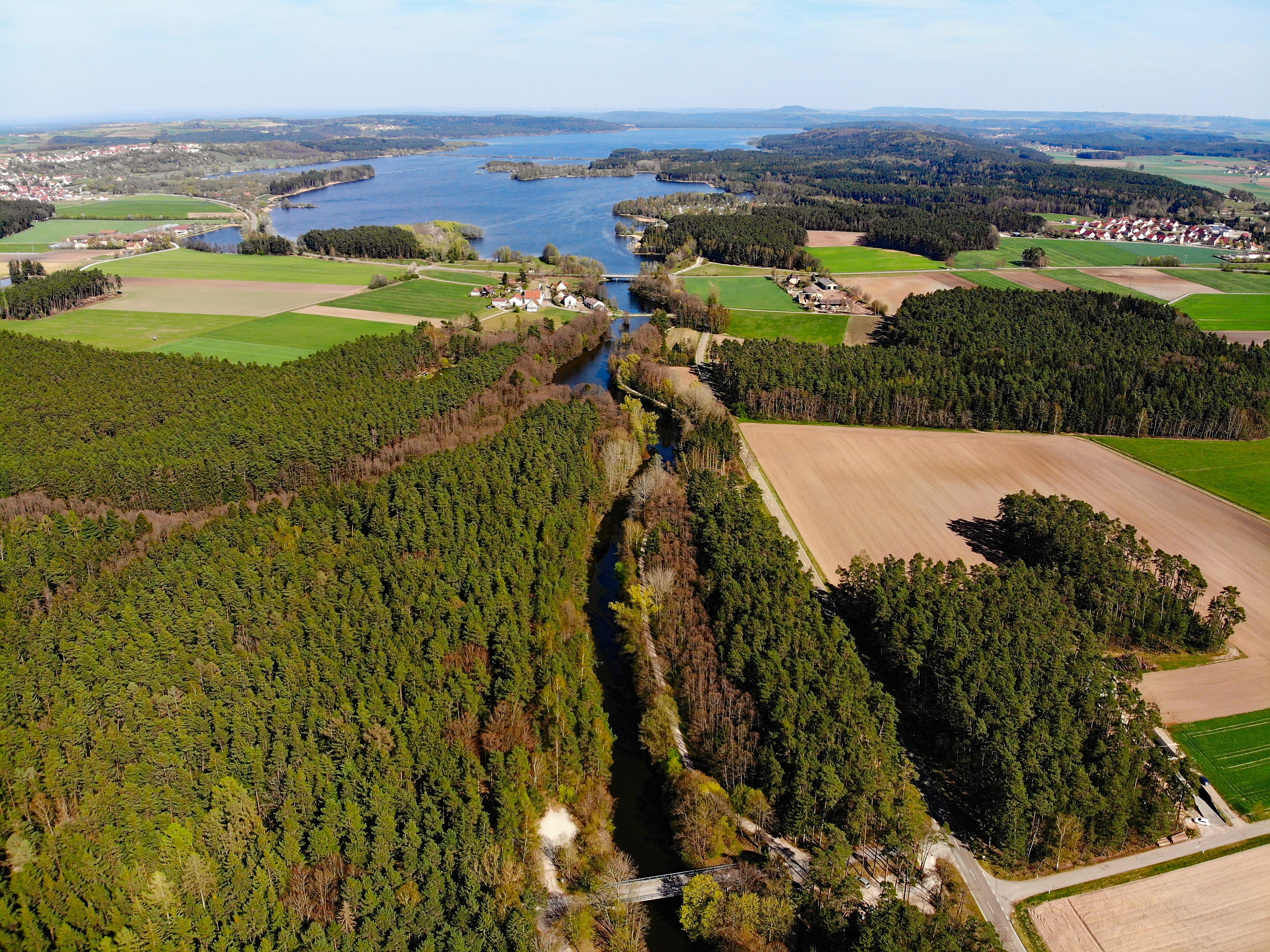
Luftaufnahme des Kanalendes am kleinen Brombachsee (2020)

Der Altmühlüberleiter ist Teil der Überleitung Donau-Main und leitet Wasser aus dem Altmühlsee über den Brombach in den Kleinen Brombachsee. Der 8,7 km lange Kanal unterquert in einem 2,7 km langen Stollen die Europäische Hauptwasserscheide zwischen dem Altmühl- und dem Rednitz-Einzugsgebiet.

## Geographie
Der Kanal liegt etwa 40 Kilometer südwestlich von Nürnberg im mittelfränkischen Landkreis Weißenburg-Gunzenhausen. Er beginnt am südöstlichen Ende des Altmühlsees bei Gunzenhausen im Westen und leitet das Wasser in den Brombach, der ostwärts in die Westbucht des Kleinen Brombachsees fließt.

### Verlauf
Der vier Kilometer lange Überleiter West beginnt an einer länglichen Südostbucht des Altmühlsees und unterquert zunächst in einem Düker die Bundesstraße 13. Auf seinem etwas gewundenen östlichen Weg in offenem Gerinne zwischen Gunzenhausen im Süden und seinem Ortsteil Schlungenhof im Norden queren ihn die Bahnstrecke Treuchtlingen–Würzburg und die Bundesstraße 466.
Im Spitalholz am Rand des Gräfensteinberger Waldes endet dieser Abschnitt des Kanals, der nun in seinen unterirdischen eintritt. Am Einlaufbauwerk steuert ein Drucksegment mit aufgesetzter Klappe den Wasserstand im Überleiter West und die Überleitungsabflüsse in den anschließenden Stollen. Dieser hier beginnende Freispiegelstollen mit 5,85 Metern Durchmesser hat ein Gefälle von 0,9 ‰ und eine Durchflusskapazität von 70 Kubikmetern pro Sekunde.
Nach 2,7 Kilometern tritt der Kanal im Wald wieder zutage. Als Überleiter Ost verläuft er weitere zwei Kilometer in offenem Gerinne, nimmt von rechts das Beibächlein auf und endet am überströmbaren Querdamm an der Hühnermühle bei Neuherberg, wo er sich mit dem von links kommenden oberen Brombach vereint. Dieser hat hier erst ein Einzugsgebiet von um 5 km², wohingegen die Altmühl bis zum Abgang des Altmühlzuleiters in den Altmühlsee schon etwas über 500 km² an Entwässerungsgebiet hinter sich hat. Von den beiden gilt amtlich als Hauptgewässer gleichwohl der Brombach, dem der Altmühlüberleiter zufließt.

## Geschichte
Der Altmühlüberleiter wurde zwischen 1972 und 1981 errichtet. Der Abschnitt Ost war im Herbst 1977 fertiggestellt. Der Durchschlag des Stollens fand am 13. Februar 1978 statt. Im Jahr 1985 ging der Kanal in Betrieb.

### Nutzung
Der Kanal dient allein dem Zweck, Wasser aus dem regenreicheren Altmühltal in das regenärmere Rednitztal überzuleiten, um dem dortigen Wassermangel abzuhelfen. Er unterquert hierzu in geringem Gefälle die Europäische Wasserscheide zwischen dem Einzugsgebiet der Donau mit der Altmühl und dem des Rheins mit der Rednitz. Von der jährlich im Rahmen der Donau-Main-Überleitung überführten Wassermenge passiert aber nur etwa ein Sechstel seinen Stollen. Den weitaus größeren Anteil schaffen fünf Pumpwerke an den Schleusen der Südrampe des Main-Donau-Kanals über die Wasserscheide.

## Hydrologische Daten

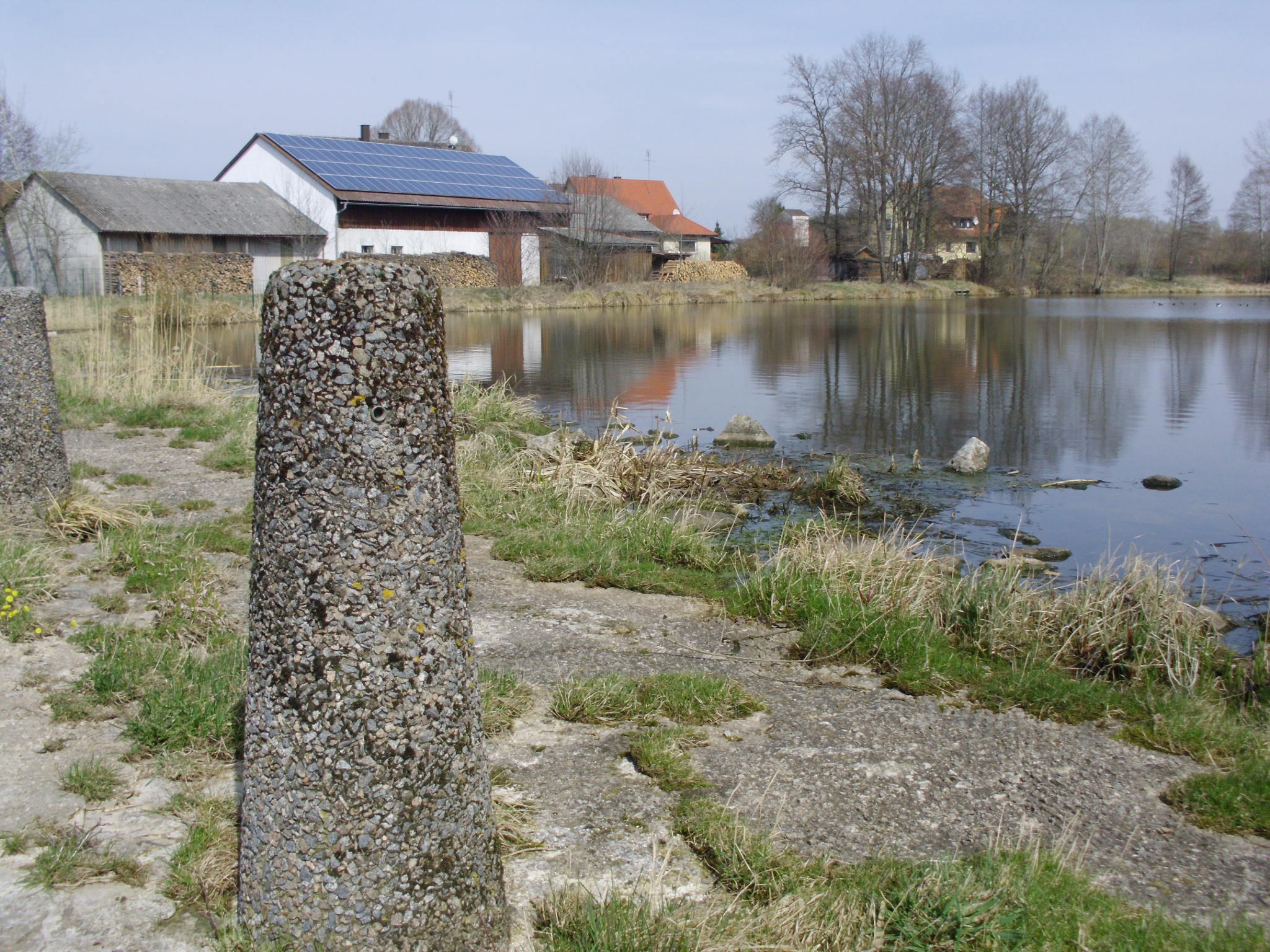
Ende des Kanals am überströmbaren Querdamm bei der Hühnermühle

Wenn das Stauziel des Altmühlsees erreicht ist, liegt sein Wasserspiegel auf 415 m ü. NN. Das Stauziel des Kleinen Brombachsees am anderen Ende liegt auf 411 m ü. NN. Der Kanal einschließlich der Stollenstrecke ist für einen maximalen Abfluss von 70 Kubikmetern pro Sekunde bemessen. Die oberirdischen Teilstrecken Überleiter West und Überleiter Ost sind in Trapezprofil mit einer Sohlbreite von drei Metern und einer Böschungsneigung von 1 : 2 auf beiden Seiten ausgeführt. Auch der – offiziell zum Brombach gehörige – überströmbare Querdamm bei der Hühnermühle wurde durch eine hinreichend große Überlaufbreite für diese Abflussleistung ausgelegt. Dieser Damm sichert in Zeiten ohne Überleitung einen ausreichend hohen Wasserstand im nordwestlich davon gelegenen Feuchtgebiet Brombachmoor längs des Brombachs, auch wenn der Wasserspiegel im Kleinen Brombachsee niedrig steht.
Am Pegel Gunzenhausen bei Flusskilometer 8,25 werden die Abflusswerte aufgezeichnet. Der bisherige Höchstwert trat am 3. Juni 2013 auf und lag bei knapp 60 Kubikmetern pro Sekunde.

## Galerie

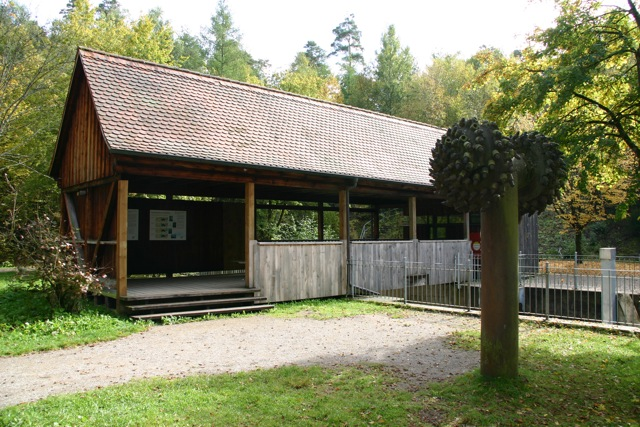
Überdachte Erläuterungstafeln über dem westlichen Stolleneingang
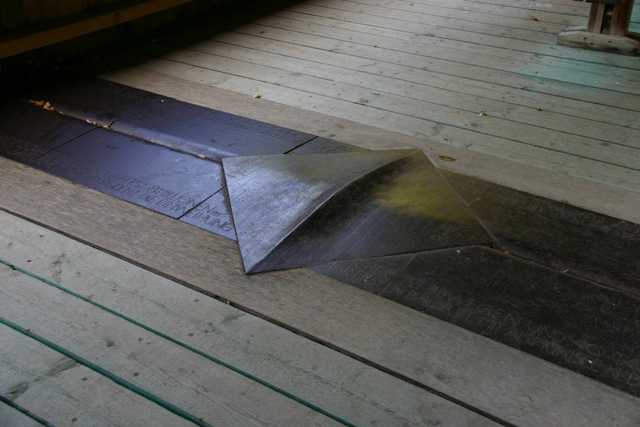
Kennzeichnung der Europäischen Wasserscheide am westlichen Stolleneingang
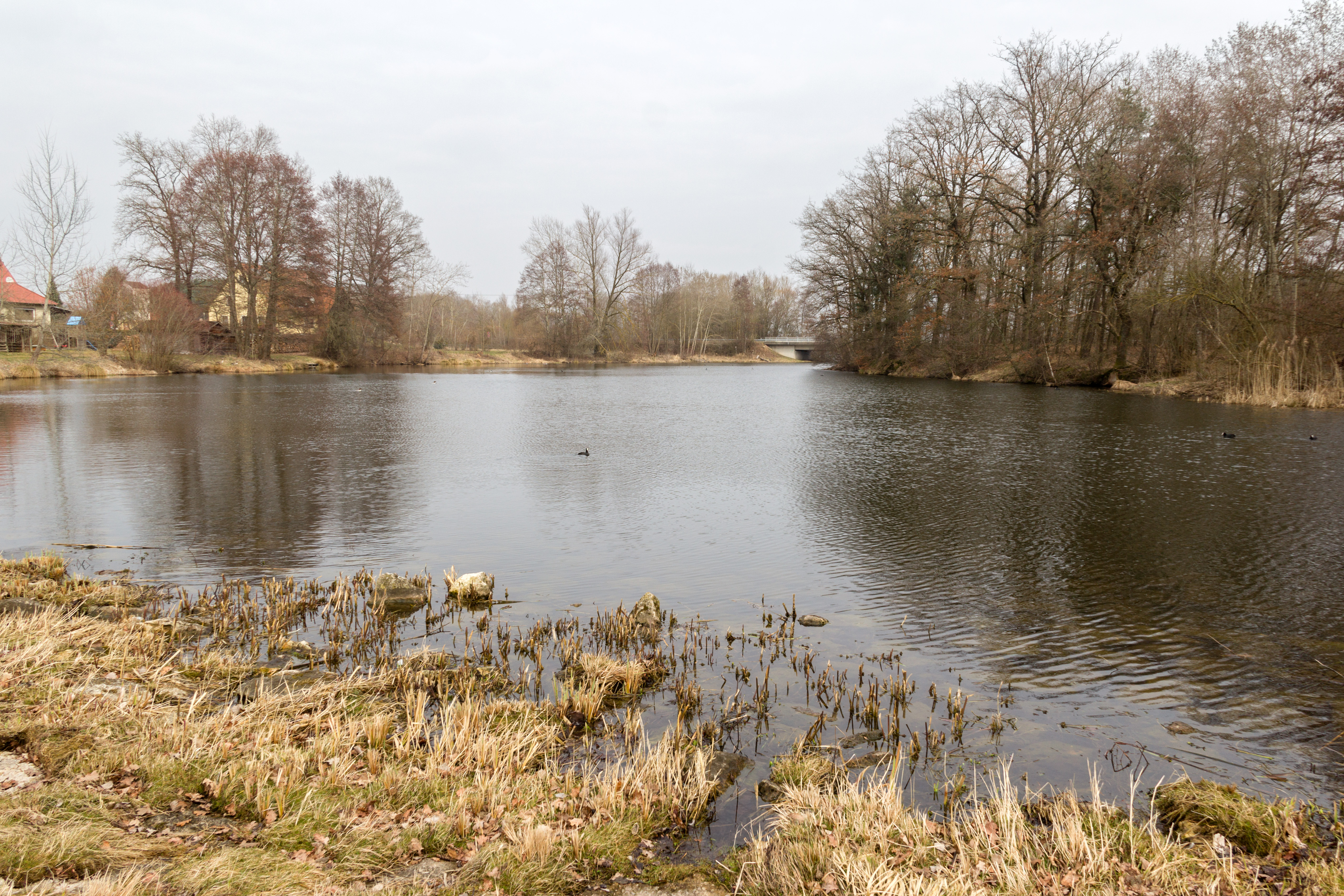
Abschließendes Teilstück vor dem Kleinen Brombachsee